# 卡奥尔
卡奥尔（法語：Cahors，發音：[kaɔʁ] ⓘ，發音：[kaˈuɾs, ˈkɔw(s)]），法国西南部城市，奥克西塔尼大区洛特省的一个市镇，同时也是该省的省会，下辖卡奥尔区，其市镇面积为64.72平方公里，2022年1月1日时人口数量为19,902人，是该省人口最多的市镇，在法国城市中排名第474位。
卡奥尔位于洛特省西南部，法国中央高原西部过渡区域，其市区被洛特河东、南、西三侧环绕，形成了独特的半岛式城市面貌。得益于河流航运，卡奥尔在中世纪时曾成为法国西南部最重要的贸易城市之一，现代则是一个区域性的中心城市和交通枢纽。卡奥尔也是法国西南的一个红酒产区，被认为是马尔贝克的发源地。

## 地名来源
根据法国历史学家加斯东·巴扎尔格的论述，“卡奥尔”一名来源于其拉丁语形式“Civitas Cadurcorum”，意为“卡杜尔克人的首府”，后者为古典时期在此活动的一支高卢部落。在古希腊地理学家克劳狄乌斯·托勒密的著作中，卡奥尔以的形式被记载，该名称的拉丁语转写为“Divona”，意为“女神”，对应的现代法语为“Divine”。
卡奥尔所处区域历史上通行奥克语，“Cahors”在奥克语中有多种写法，包括“Caors”、“Caurs”、“Caus”等。

## 历史

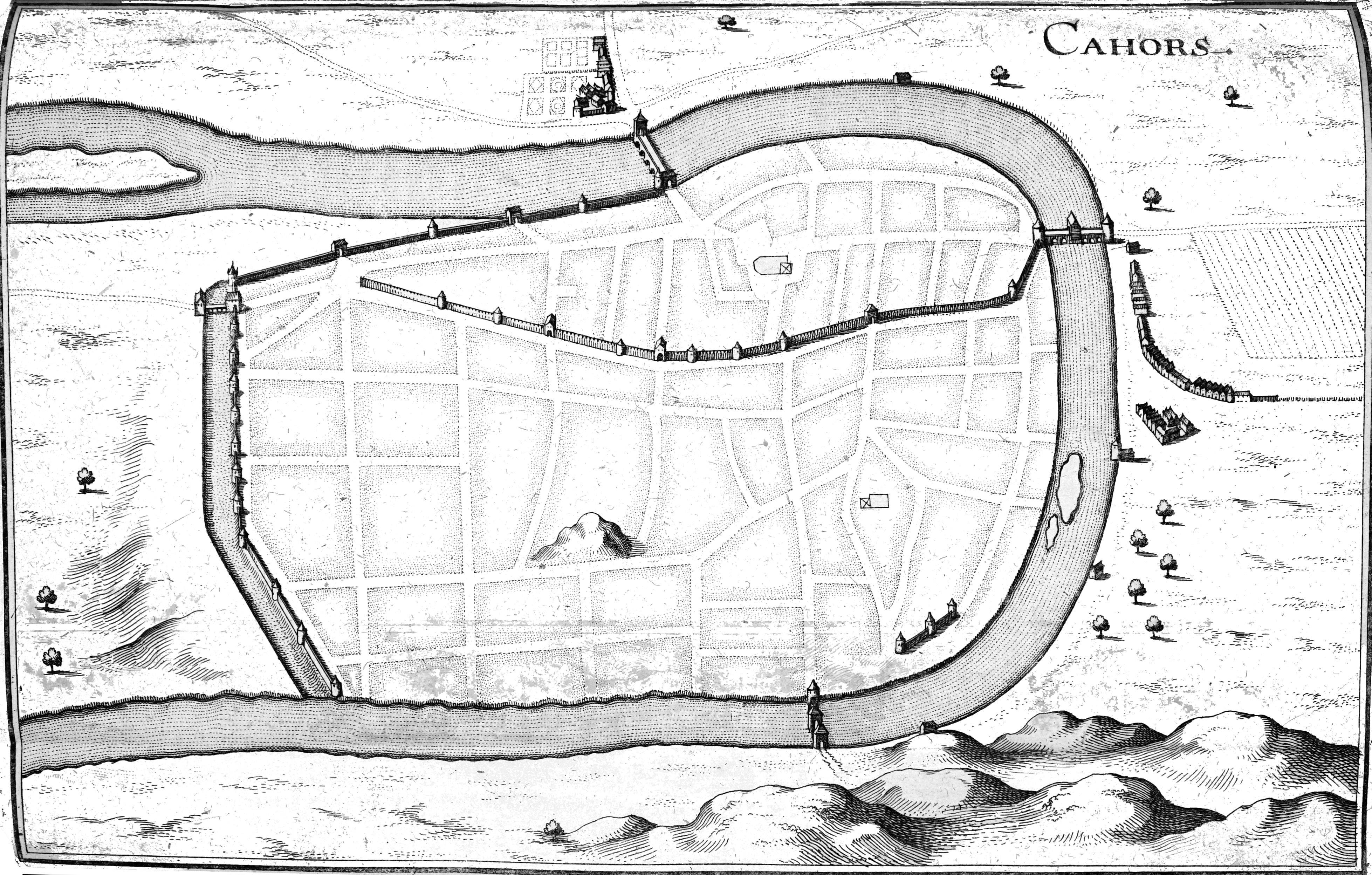
17世纪的卡奥尔市区地图

卡奥尔所处的凯尔西地区有新石器时期人类活动遗迹。卡奥尔的早期建城史尚不清楚，其市区所在的洛特河曲流内侧在古典时期就已成为卡杜尔克人的首府，被称为“迪沃纳卡杜尔科鲁姆”。中世纪初，得益于洛特河水路之便，卡奥尔成为了凯尔西地区的重要的工商业城市和贸易中心。公元10至12世纪时，凯尔西地区的葡萄种植业迅速发展，其贸易对象覆盖了几乎整个西欧，使得卡奥尔及凯尔西地区获得了大量的财富，这一时期被称为“卡奥尔时代”（Caorsins），包括提乌德贝尔特一世、亨利四世和黑太子爱德华等法兰西国王都曾到访于此，卡奧爾主教座堂也在这一时期得以修建，并成为圣雅各之路上的一站。13世纪时，教宗若望二十二世出生于卡奥尔，他为这座城市创办了大学，这也是法国历史最悠久的大学之一。英法百年战争时期，卡奥尔被英格兰军队占领，此后，卡奥尔及凯尔西地区的经济地位逐渐下降，葡萄酒贸易中心逐渐被波尔多代替。1751年，卡奥尔大学与图卢兹大学合并，并迁至图卢兹。法国大革命后，原凯尔西地区的大部分地方组成洛特省，卡奥尔成为洛特省的一个市镇及该省的省会。工业革命期间，纵贯法国南北的莱索布赖－蒙托邦铁路建成并由卡奥尔通过。十九世纪末的葡萄根芽瘤病使得卡奥尔产区的葡萄种植业受到了致命打击。第二次世界大战期间，卡奥尔地区出现了多个抵抗运动团体，战后，当地政府修建了抵抗运动纪念馆。

## 地理

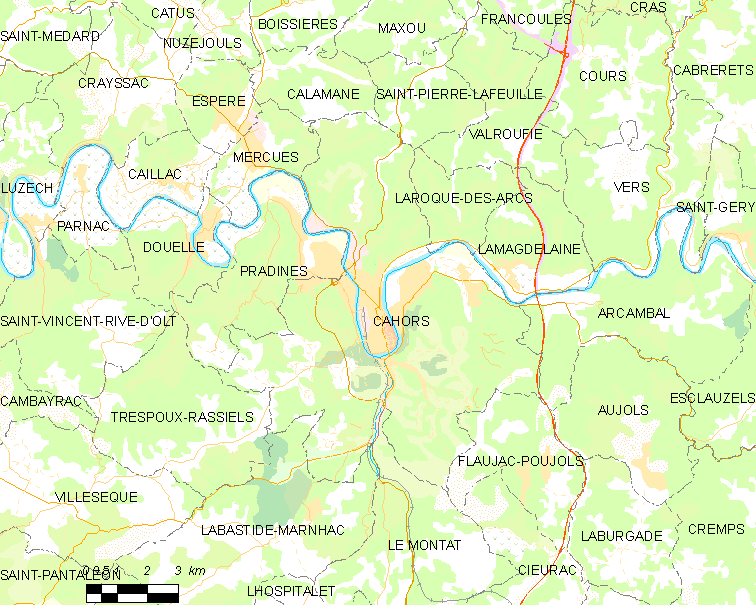
卡奥尔市镇范围地图

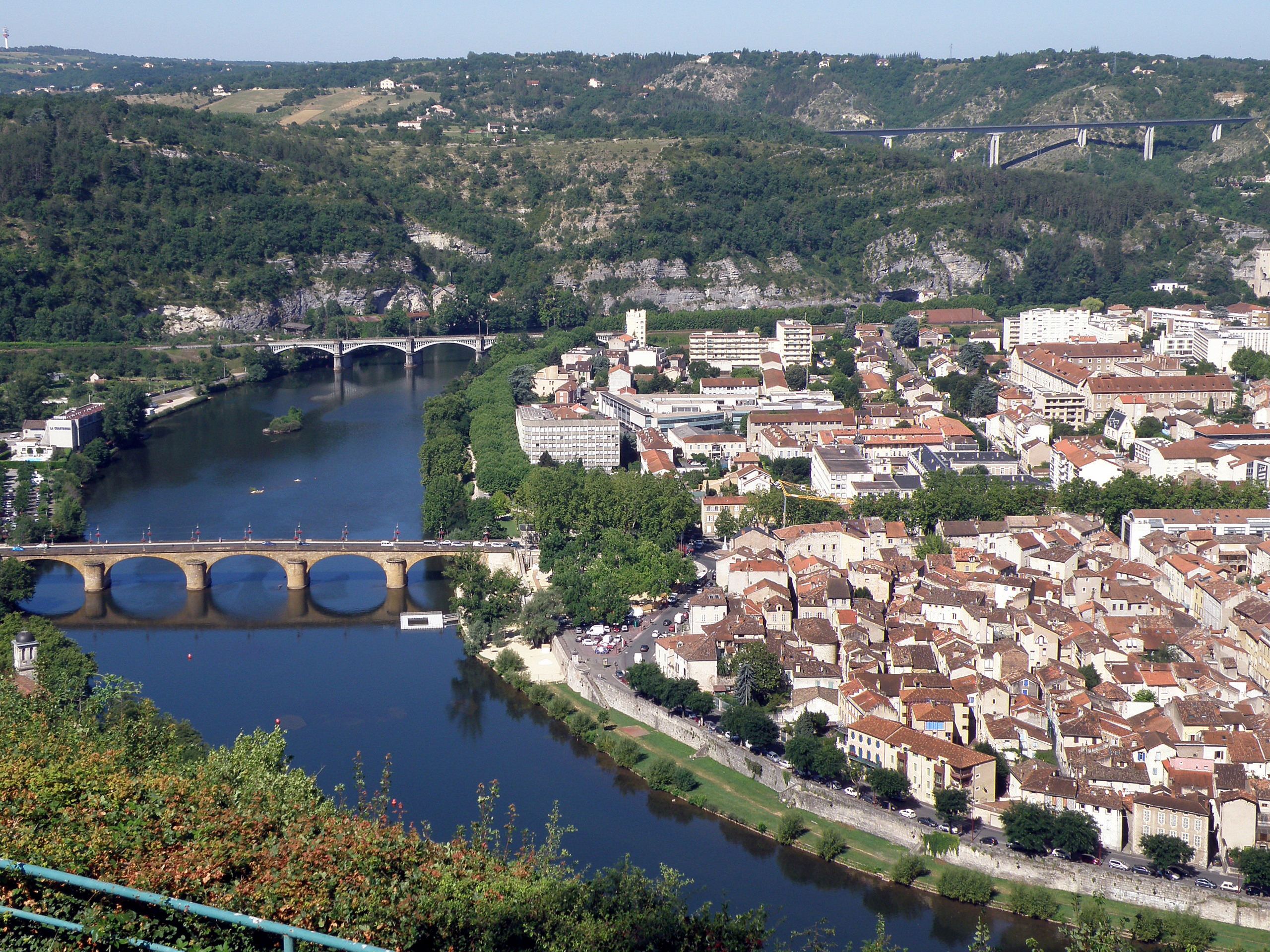
卡奥尔城远眺

卡奥尔位于法国西南部，奥克西塔尼大区的西北部和洛特省的西南部。距离大区首府图卢兹大约113公里。与卡奥尔接壤的市镇包括：阿尔康巴勒、卡拉马讷、弗洛雅克-普若勒、拉巴斯蒂德马尔纳克、拉马格德莱娜、梅屈埃斯、勒蒙塔、普拉迪讷、特雷斯普拉谢勒、圣皮埃尔拉弗耶、贝勒丰-拉罗兹、凯尔西地区贝尔福。

### 地形
卡奥尔位于法国中央高原西部边缘地带，境内以浅丘为主，市镇中心位于一处地势较为平坦的河流弯道内侧，全境海拔在105到332米之间。

### 水文
卡奥尔位于加龙河流域，其右岸一级支流洛特河自东向西呈“U”字形流经卡奥尔，其市区位于“U”字形的内部，形成了独特的三面环水，一面靠山的城市地理形态。

### 植被
卡奥尔属于温带阔叶混交林区，内普顿喷泉花园（Jardin de la Fontaine Neptune）是当地主要的城市绿地公园，林地则广泛分布于河流左岸及市区北部的山丘地带。
在鲜花城市的评比中，卡奥尔被评为4星级（最高级）鲜花城市。

### 气候
卡奥尔在柯本气候分类法中属于温带海洋性气候，年温差小，降水均匀，极少有极端天气发生。
距离卡奥尔最近的常年气象站位于勒蒙塔境内，以下为该气象站的数据（其中日照数据取自古尔东）：
| 勒蒙塔1981年－2019年                    | 勒蒙塔1981年－2019年 | 勒蒙塔1981年－2019年 | 勒蒙塔1981年－2019年 | 勒蒙塔1981年－2019年 | 勒蒙塔1981年－2019年 | 勒蒙塔1981年－2019年 | 勒蒙塔1981年－2019年 | 勒蒙塔1981年－2019年 | 勒蒙塔1981年－2019年 | 勒蒙塔1981年－2019年 | 勒蒙塔1981年－2019年 | 勒蒙塔1981年－2019年 | 勒蒙塔1981年－2019年 |
| 月份                                    | 1月                  | 2月                  | 3月                  | 4月                  | 5月                  | 6月                  | 7月                  | 8月                  | 9月                  | 10月                 | 11月                 | 12月                 | 全年                 |
| --------------------------------------- | -------------------- | -------------------- | -------------------- | -------------------- | -------------------- | -------------------- | -------------------- | -------------------- | -------------------- | -------------------- | -------------------- | -------------------- | -------------------- |
| 历史最高温 °C（°F）                     | 17.9 (64.2)          | 23.4 (74.1)          | 26.4 (79.5)          | 31 (88)              | 33.8 (92.8)          | 40.1 (104.2)         | 40 (104)             | 42.1 (107.8)         | 35.1 (95.2)          | 32 (90)              | 23.8 (74.8)          | 18.3 (64.9)          | 42.1 (107.8)         |
| 平均高温 °C（°F）                       | 9.1 (48.4)           | 11 (52)              | 14.7 (58.5)          | 17.2 (63.0)          | 22 (72)              | 25.4 (77.7)          | 28.4 (83.1)          | 28.2 (82.8)          | 24 (75)              | 19 (66)              | 12.4 (54.3)          | 9.2 (48.6)           | 18.4 (65.1)          |
| 日均气温 °C（°F）                       | 5.2 (41.4)           | 6.3 (43.3)           | 9.3 (48.7)           | 11.6 (52.9)          | 15.8 (60.4)          | 19.1 (66.4)          | 21.5 (70.7)          | 21.4 (70.5)          | 17.6 (63.7)          | 14 (57)              | 8.4 (47.1)           | 5.5 (41.9)           | 13 (55)              |
| 平均低温 °C（°F）                       | 1.3 (34.3)           | 1.6 (34.9)           | 3.9 (39.0)           | 6 (43)               | 9.6 (49.3)           | 12.7 (54.9)          | 14.7 (58.5)          | 14.6 (58.3)          | 11.3 (52.3)          | 8.9 (48.0)           | 4.3 (39.7)           | 1.8 (35.2)           | 7.6 (45.7)           |
| 历史最低温 °C（°F）                     | −20 (−4)             | −12.5 (9.5)          | −11.6 (11.1)         | −3.2 (26.2)          | 0.4 (32.7)           | 4 (39)               | 7.2 (45.0)           | 5.1 (41.2)           | 2 (36)               | −5.8 (21.6)          | −8.7 (16.3)          | −11.4 (11.5)         | −20 (−4)             |
| 平均降水量 mm（）                       | 69.3 (2.73)          | 64.5 (2.54)          | 55.6 (2.19)          | 81.6 (3.21)          | 77.2 (3.04)          | 77.1 (3.04)          | 55.5 (2.19)          | 62.2 (2.45)          | 75 (3.0)             | 70.9 (2.79)          | 70 (2.8)             | 73.1 (2.88)          | 832 (32.8)           |
| 月均日照時數                            | 100.5                | 120.7                | 173.9                | 178.6                | 213.7                | 244.6                | 262.1                | 247.4                | 207.8                | 146.3                | 93.2                 | 90.3                 | 2,079.1              |
| 来源：infoclimat.fr、annuaire-mairie.fr |                      |                      |                      |                      |                      |                      |                      |                      |                      |                      |                      |                      |                      |

## 行政区划
卡奥尔是法国奥克西塔尼大区洛特省的一个市镇，编号为46042，它也是洛特省的省会。卡奥尔下辖卡奥尔区，隶属于洛特省第一选区，管理卡奥尔第一县、第二县和第三县，同时也是大卡奥尔城市圈公共社区的办公驻地。
卡奥尔市镇被划为18个街区（quartier），每个街区有一名“区长”（référent）。
法国国家统计与经济研究所（简称）在进行数据统计时，将卡奥尔及相邻的普拉迪讷设为卡奥尔城市核心区（2020年新增弗洛雅克普若尔），并将包括核心区在内的周边共41个市镇划为卡奥尔城市区。自2020年起，卡奥尔城市区被包含78个市镇的卡奥尔城市辐射区代替。此外，还将卡奥尔市镇分为了9个“块区”（IRIS）。

## 交通

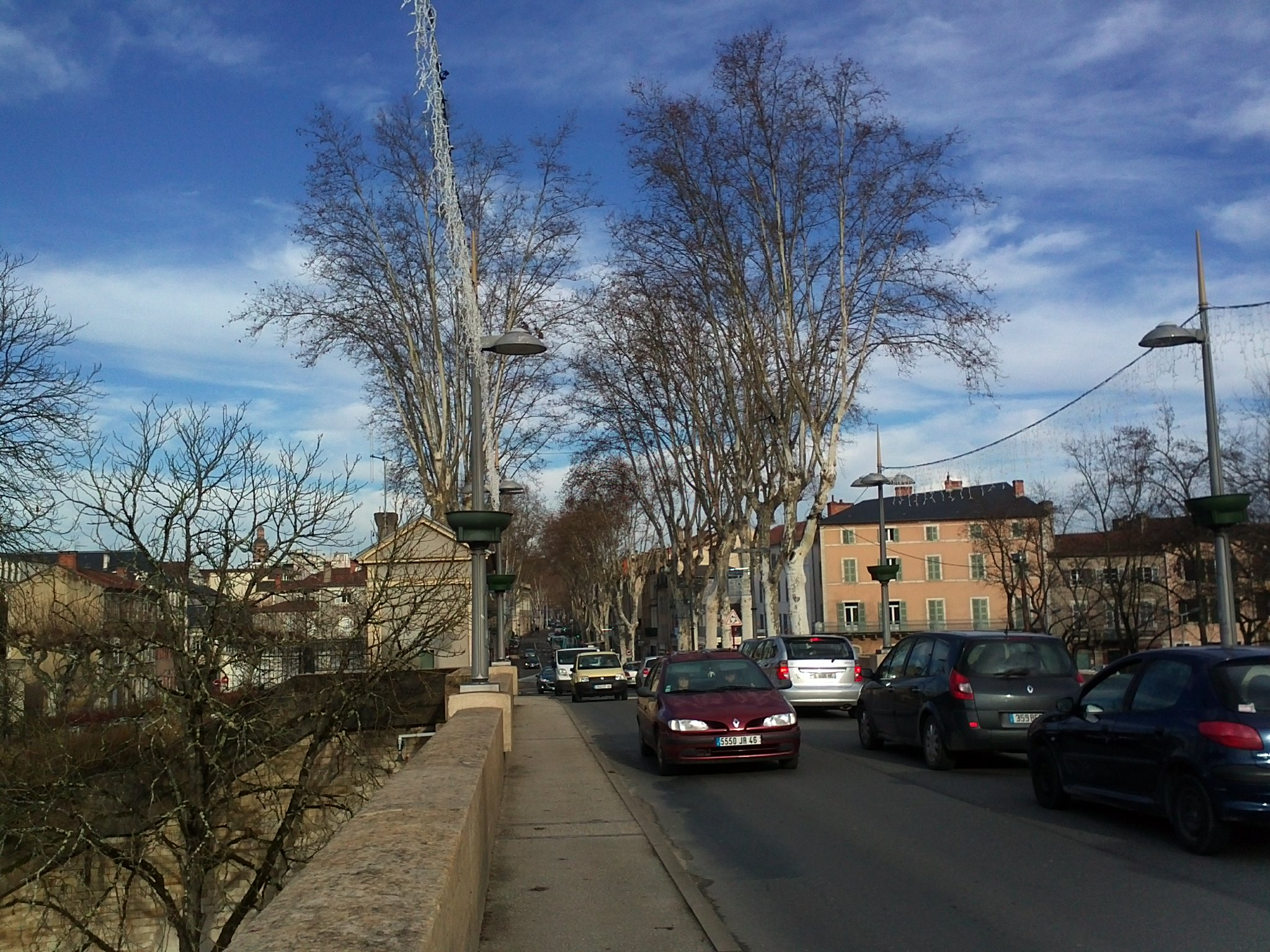
从路易·菲利普桥上看卡奥尔市区

### 公路
法国A20号高速公路经过卡奥尔市区东部，可通过57号和58号出入口前往卡奥尔市区；洛特省省道D6线、D7线、D8线、D620线、D653线、D811线、D820线和D911线在卡奥尔境内交汇。
奥克西塔尼大区公共交通开通由卡奥尔前往菲雅克、蒙桑普龙-利博和罗德兹方向的巴士线路，并提供前往卡奥尔周边主要市镇的校车。
2018年，62.1%的卡奥尔居民拥有至少1辆私人汽车

### 铁路

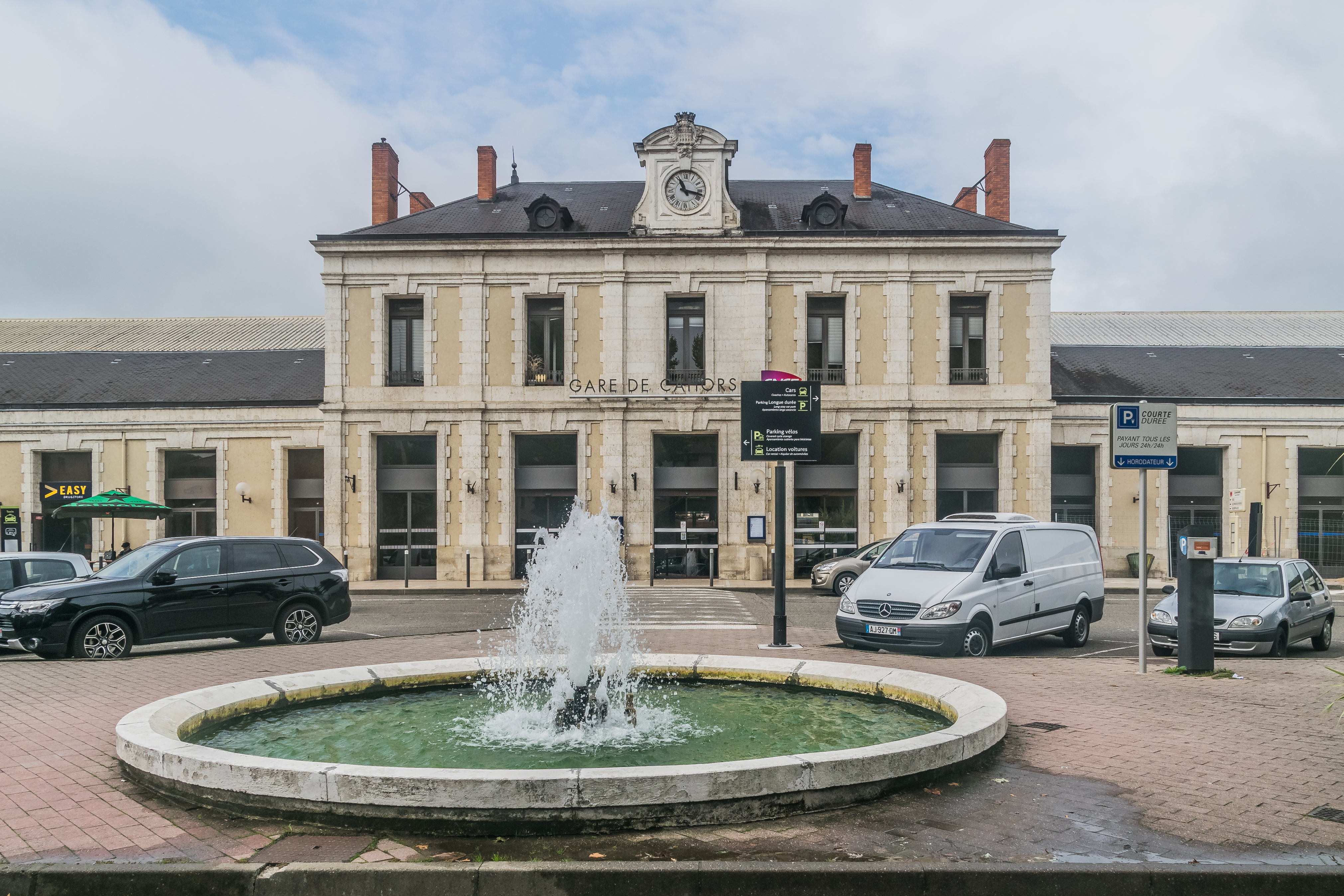
卡奥尔火车站

卡奥尔站位于莱索布赖－蒙托邦铁路线上，该铁路是法国“POLT”铁路线的组成部分，此外卡奥尔也是蒙桑普龙-利博－卡奥尔铁路、卡奥尔－卡普德纳克铁路和卡奥尔－穆瓦萨克铁路的交汇点，后三条铁路均已关闭。卡奥尔火车站每天有两班始发前往巴黎的城际列车，同时还停靠往返于布里夫和图卢兹之间的区域列车。

### 航空
卡奥尔-拉尔邦克飞行场位于卡奥尔东南10公里处的拉尔邦克境内，现无任何常规航线。距离卡奥尔最近的民用航空机场为布里夫-苏亚克机场，距离卡奥尔大约85公里，该机场开行直达巴黎的固定航班。

### 城市公共交通
卡奥尔城市公共交通（商业名称为，意为“显而易见”），包括5条常规线路和1条免费社区巴士，同时还有多条定制公交线路，其线路网覆盖了整个卡奥尔城市圈公共社区。自2019年11月起，卡奥尔城市公共交通所有线路免费向公众开放。

## 政治

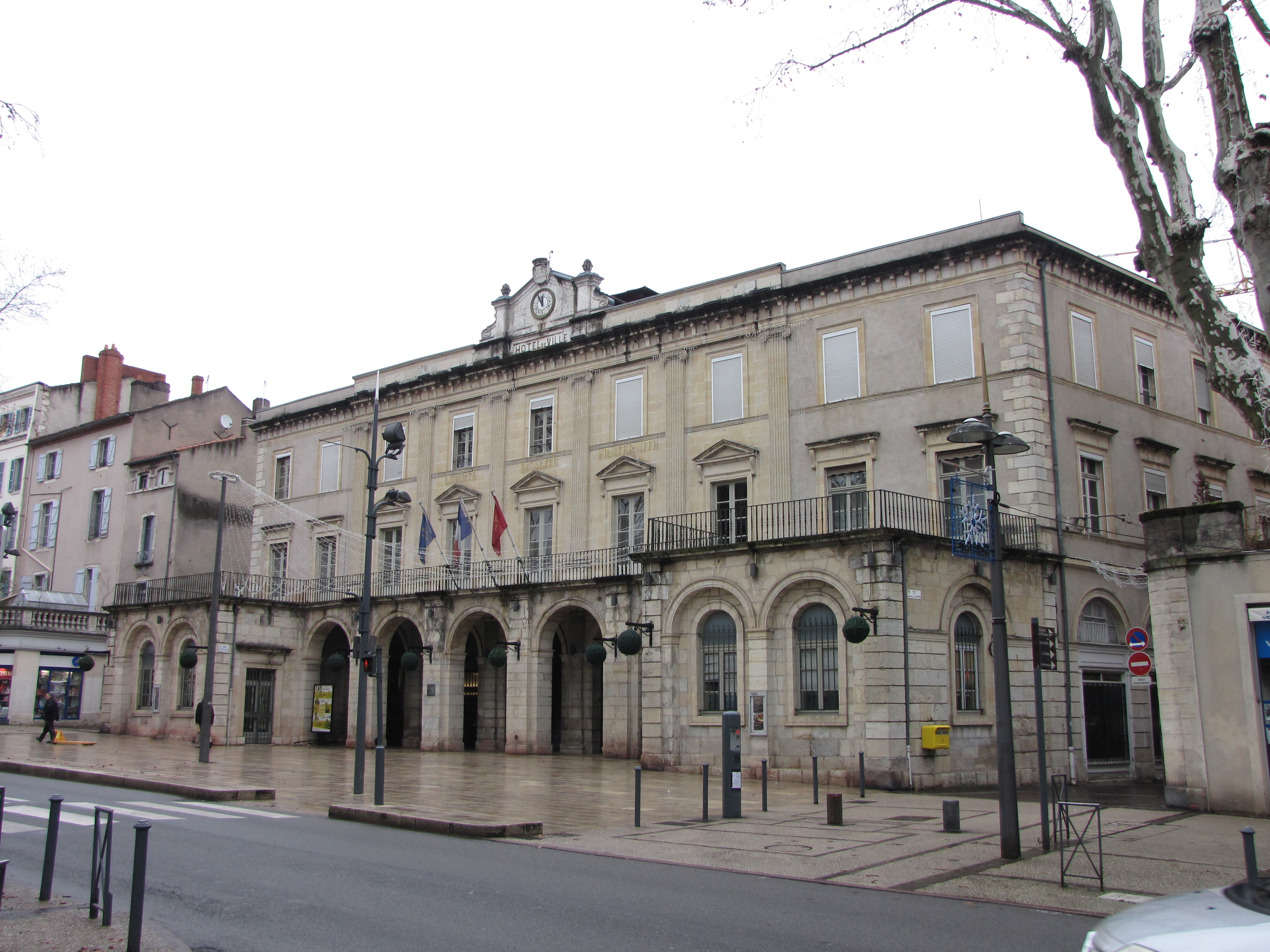
卡奥尔市政厅

现任卡奥尔市长为让-马克·韦苏兹-富尔先生（Jean-Marc Vayssouze-Faure），于2008年上任，并于2014年和2020年连任，他是社会党的一名成员，在2020年的市政选举中获得了57.08%的支持率。
在2017年的法国总统大选的第一轮和第二轮选举当中，法国现任总统马克龙在卡奥尔分别获得28.38%和75.47%的支持率，均居所有候选人首位。
| 卡奥尔历届市长                                           |                                               |                           |
| 任期                                                     | 市长                                          | 党派                      |
| 1945年－1955年                                           | Jean Calvet 让·卡尔韦                         | RAD激进党                 |
| 1955年－1959年                                           | Zacharie Lafage 扎卡里·拉法热                 | PCF法国共产党             |
| 1959年－1965年                                           | Lucien Bénac 吕西安·贝纳克                    | RAD激进党                 |
| 1965年                                                   | Pierre Ségala 皮埃尔·塞加拉                   | *                         |
| 1965年－1990年                                           | Maurice Faure 莫里斯·富尔                     | RAD激进党                 |
| 1990年－2001年                                           | Bernard Charles 贝尔纳·夏尔                   | PRG左派激進黨             |
| 2001年－2003年                                           | Michel Roumégoux 米歇尔·鲁梅古                | UDI民主人士和独立人士联盟 |
| 2003年－2008年                                           | Marc Lecuru 马克·勒屈吕                       | UMP人民运动联盟           |
| 2008年－                                                 | Jean-Marc Vayssouze-Faure 让-马克·韦苏兹-富尔 | PS社会党                  |
| * 注：皮埃尔·塞加拉在选为市长后将位置转让给勒莫里斯·富尔 |                                               |                           |

## 人口
2018年，卡奥尔市镇人口数量为19,907，在法国排名第474位。其中男性9,134人，女性10,773人，75岁及以上人口占11.8%，外籍人口数量为5,168人，人口密度为308人/平方公里，当地居民被称为（男性）或（女性）。2019年，卡奥尔境内出生187人，死亡人口317人。
| 年份   | 1936   | 1946   | 1954   | 1962   | 1968   | 1975   | 1982   | 1990   | 1999   | 2006   | 2011   | 2016   | 2018   |
| ------ | ------ | ------ | ------ | ------ | ------ | ------ | ------ | ------ | ------ | ------ | ------ | ------ | ------ |
| 人口數 | 13,269 | 15,345 | 15,384 | 17,046 | 19,128 | 20,226 | 19,707 | 19,735 | 20,003 | 20,062 | 20,224 | 19,405 | 19,907 |

## 经济

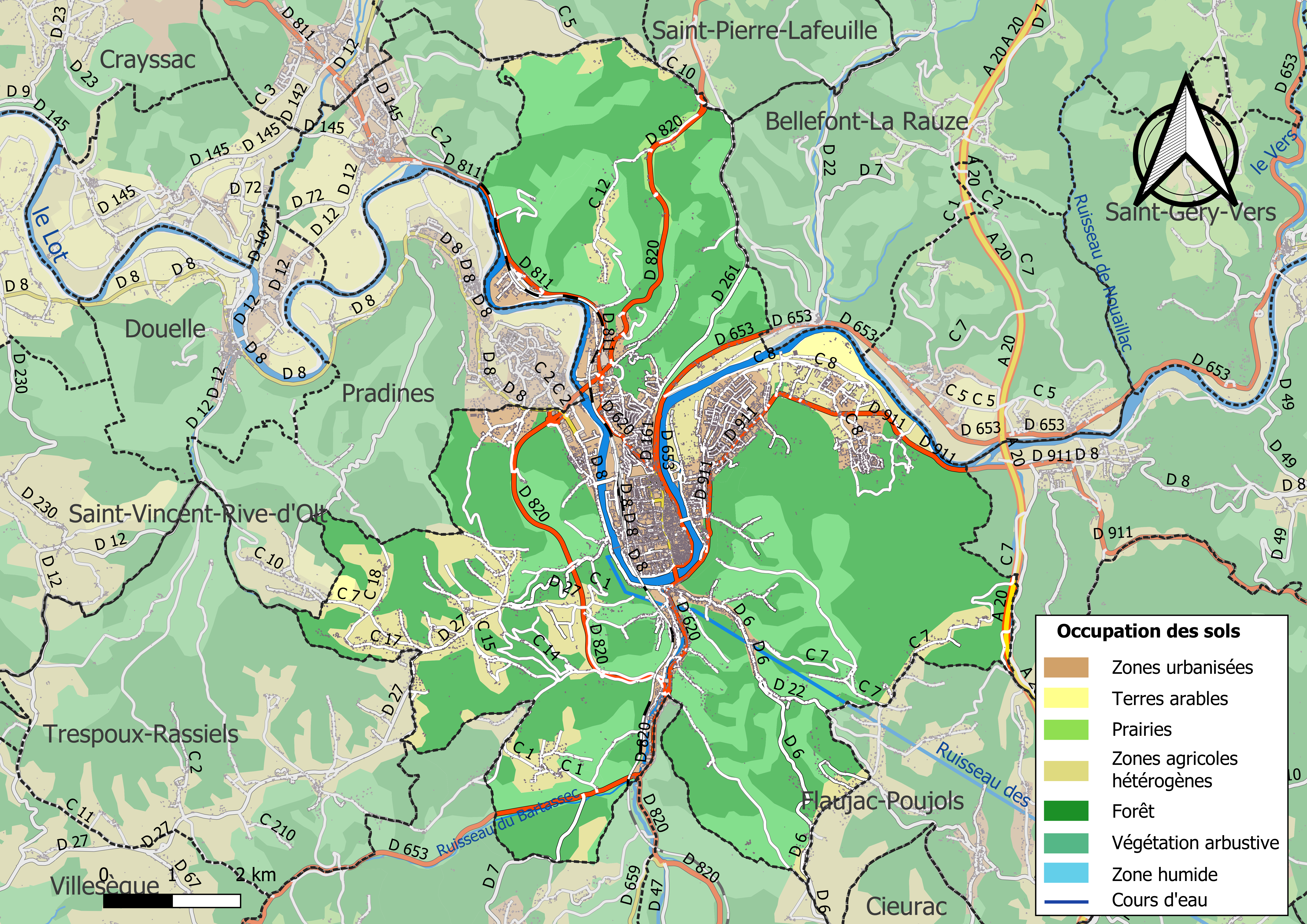
卡奥尔土地利用情况地图

卡奥尔为洛特省的中心城市，洛特省工商会的驻地。截止2021年12月，卡奥尔市镇范围内共有各类用人单位（包含自雇）4,022家，平均历史为19年，其中98.58%为中小型企业（PME）。（电子元件生产）、（动物销售）及（汽车销售）是当地2020年营业额最高的三个企业，分别为94,625,208欧元、65,807,241欧元和39,599,018欧元。

## 财政与居民收入
2020年，卡奥尔的财政收入总额为26,759,200欧元，财政支出总额为23,886,500欧元，当年的债务总额为33,782,100欧元。2021年，卡奥尔共获得2,464,658欧元的国家财政补助，比上一年减少了0.73%。
2019年，卡奥尔的人均月收入总额为1,993欧元，其中高级职员为3,619欧元，低于法国平均水平（4,230欧元）；中级职员为2,218欧元，低于法国平均水平（2,411欧元）；普通职员为1,620欧元，亦低于法国平均水平（1,740欧元）。
2018年，卡奥尔境内的青壮年（15至64岁）失业率为18.3%，当地45.3%的家庭拥有纳税资格，平均纳税2,801欧元，低于法国平均水平（3,910欧元）。

## 社会事务

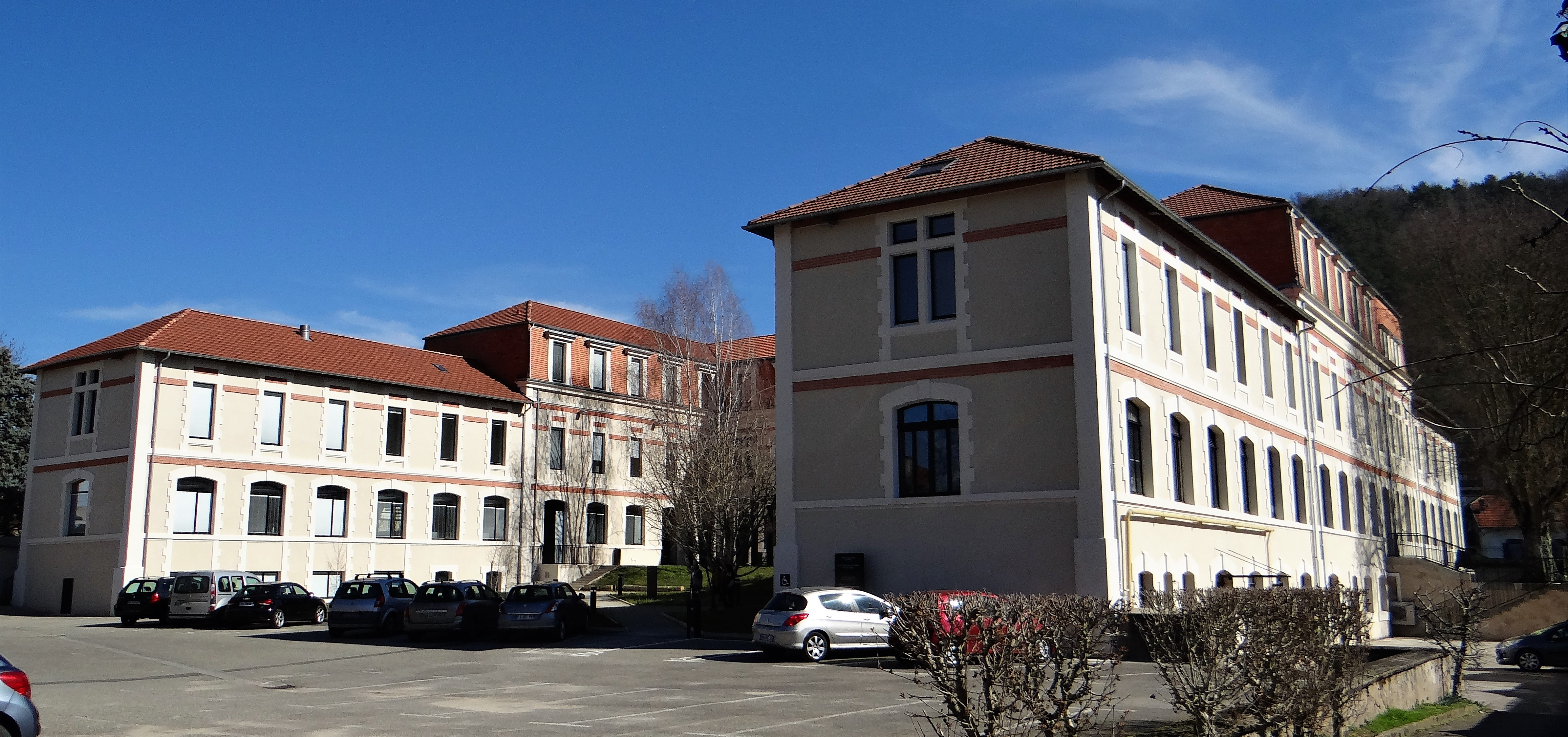
莫里斯·富尔大学城

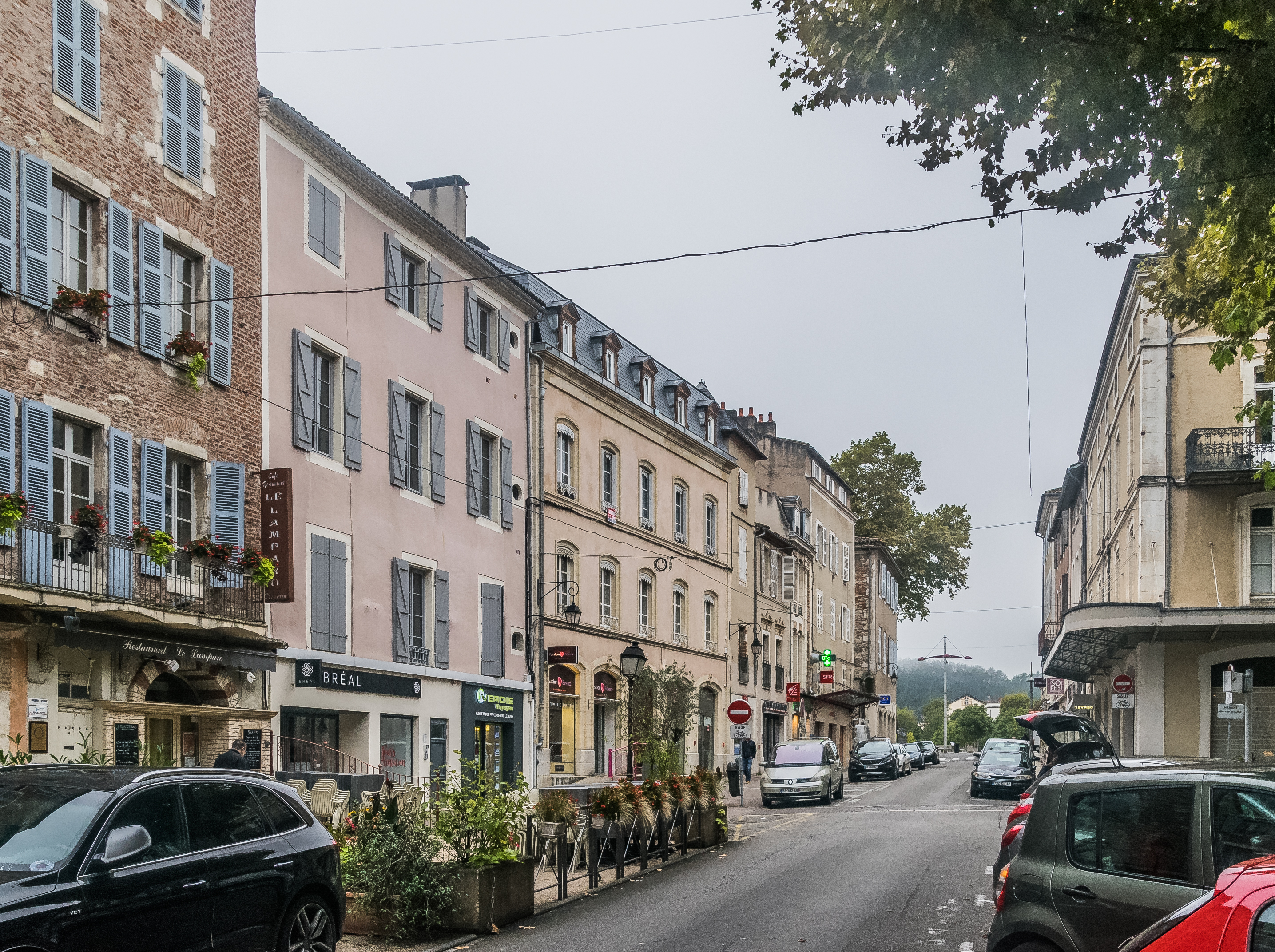
卡奥尔市中心的克莱蒙梭街

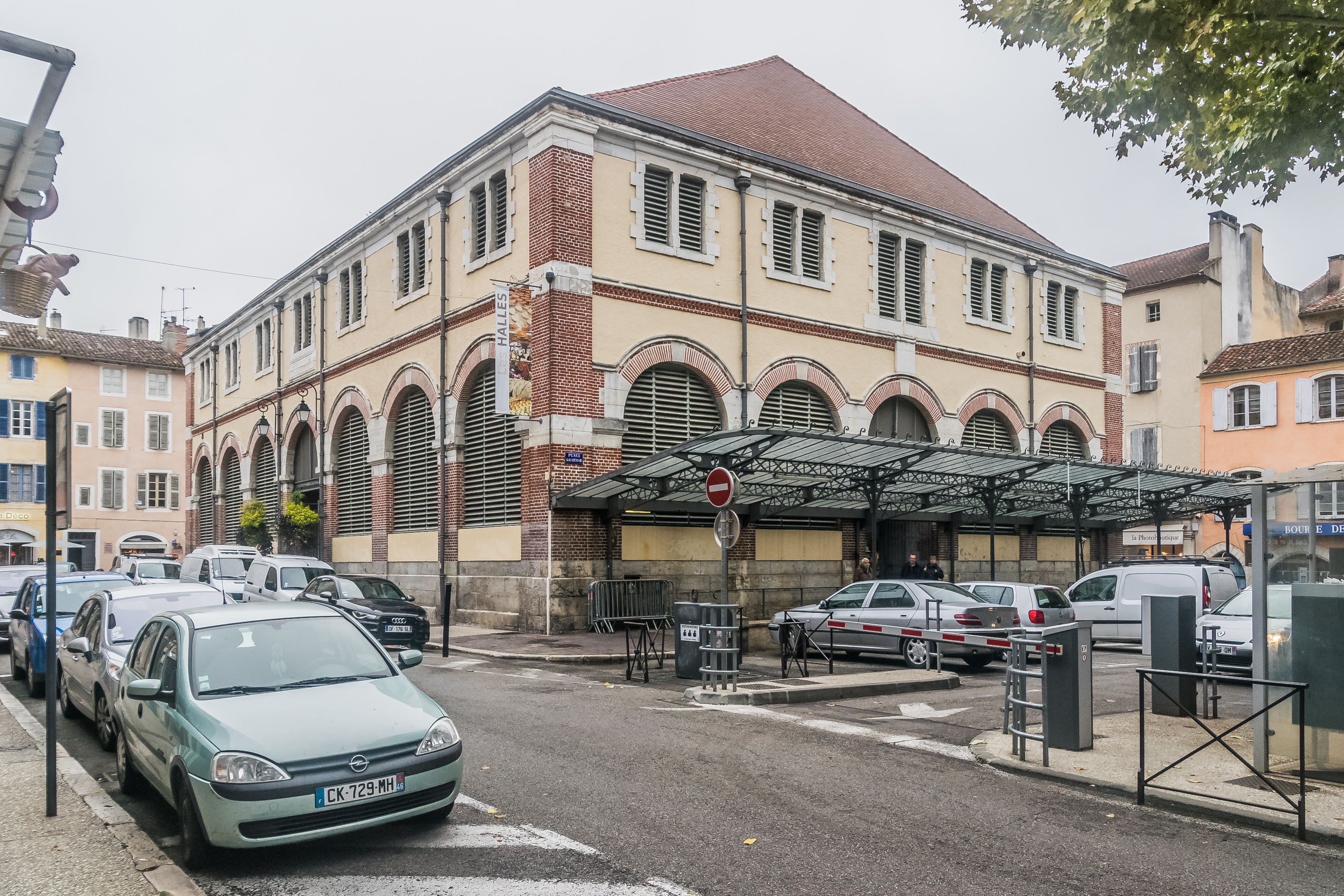
集市大堂

### 教育
卡奥尔属于图卢兹学区。截止2020年1月1日，卡奥尔境内共有4所幼儿园、11所小学、3所初级中学、3所普通高中和2所职业高中。2018至2019学年度，卡奥尔境内共有在校中等教育阶段学生3,930名。
在高等教育方面，图卢兹第二大学在卡奥尔设有”莫里斯·富尔校区“（Centre universitaire Maurice-Faure），其艺术历史系和文化遗产保护等相关专业在此教学。

### 医疗
截止2020年1月1日，卡奥尔境内共有全科医生28名、保健师46名、牙医32名、护士59名、耳科医生3名、眼科医生5名、皮肤科医生2名、助产士4名、儿科医生1名和妇科医生2名。境内共有药房12家、养老院3家、残疾人帮扶中心6家。市区内共有药房13家。
卡奥尔中心医院（Centre Hospitalier de Cahors）是法国的一个区域性医疗机构，其主病区“让·鲁吉埃医院”（Centre Hospitalier de Jean Rougier）位于卡奥尔市区，设有床位365个，是当地规模最大的公立综合性医院。

### 住房

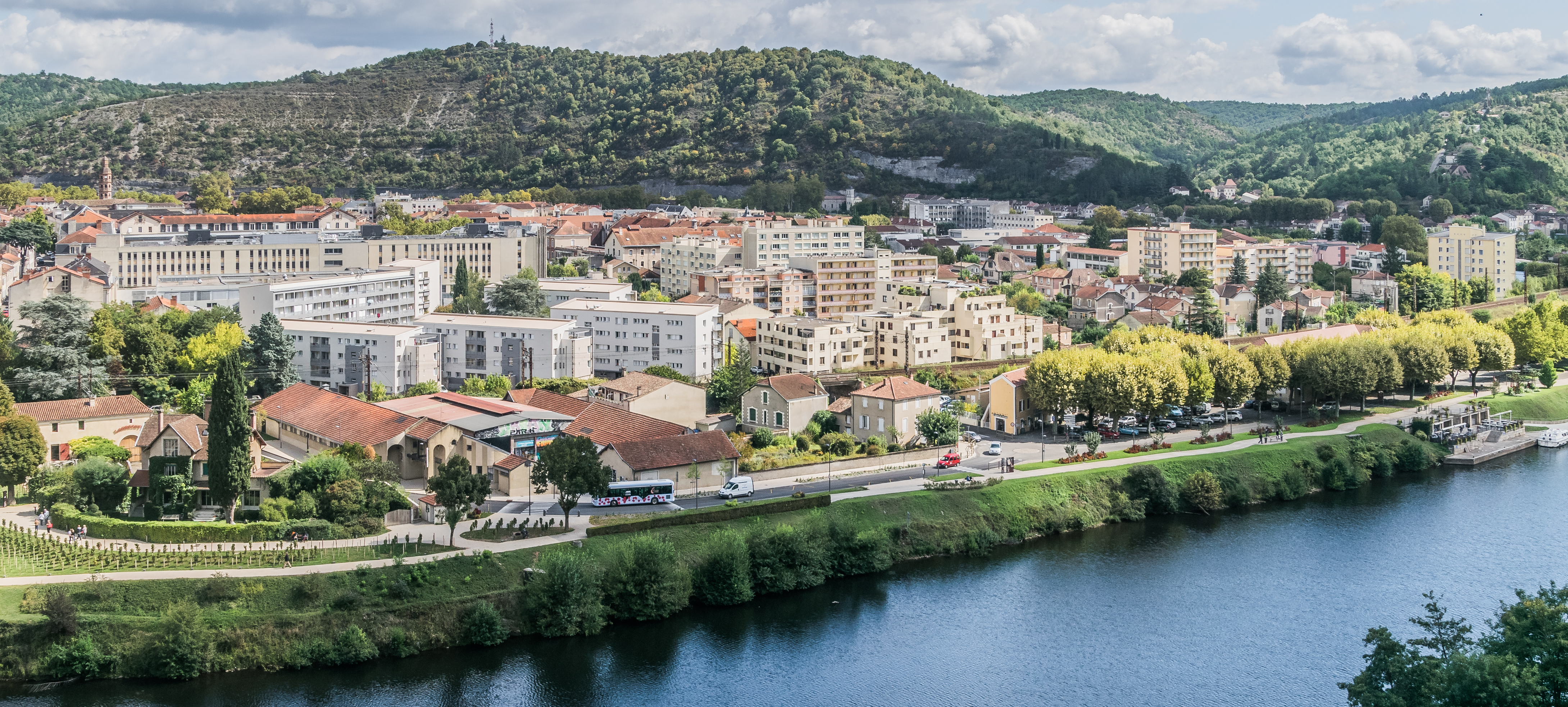
卡奥尔新城区

2018年，卡奥尔境内共有各类住房12,856套，其中46.2%为独立式居民区，53.1%为集中式居民区。常住房屋占卡奥尔市镇范围内居民建筑总量的82.5%。
在住房保障政策方面，2020年，卡奥尔境内共有3,372户家庭获得了住房经济补助，受益人数占总人口数量的16.9%，其中3,302份为房租补助。此外，卡奥尔市政府还推出2018-2023房屋综合改造计划（Le Programme Local de l’Habitat du Grand Cahors 2018-2023），旨在提高当地居民的住宅水平。

### 商业
2019年，卡奥尔境内共有各类实体商铺706家，其中餐厅108家、大型超市15家、杂货店10家、面包房23家、肉铺12家、书店17家、装饰品店5家、银行门店20家、美容美发店47家、汽车维修店44家。市区西北部的拉贝罗迪（Labéraudie）建有开放式商业街区，集中有14家大型卖场。

### 体育
2020年，卡奥尔境内共有2家游泳池、7间体育馆、2座综合体育场、12处网球场、2处马术场、5处足球或橄榄球场、4处篮球或排球场以及1处高尔夫球场。
截至2021年12月，卡奥尔境内共有五支注册足球俱乐部，卡奥尔足球俱乐部（Cahors Football Club）是当地的代表性足球队，成立于1923年，2021至2022赛季参加奥克西塔尼大区足球联赛。
卡奥尔亦因橄榄球而闻名，卡奥尔橄榄球俱乐部为当地的代表性球队，该俱乐部曾于2003年获得法国橄榄球乙级联赛的冠军。

### 环境
卡奥尔的环境事务由其所属的公共社区负责。2019年，卡奥尔境内共有1家污染企业。

### 治安
2019年，卡奥尔市镇范围内共有两处派出所、一个消防救援队和一处国家宪兵队。
2020年，卡奥尔宪兵总队辖区内共5个市镇累计发生各类案件1,309起，其中盗窃类案件612起，经济类案件264起，毒品交易类案件100起。

## 文化
2020年，卡奥尔境内共有1家剧场、2家电影院、1家博物馆和1家音乐厅。卡奥尔市政府提供多媒体中心，向公众全年开放。

### 建筑
卡奥尔是法国国家历史文化名城，以市区内保存较为完整的中世纪建筑群而出名。主要旅游景点包括卡奥尔圣艾蒂安大教堂、瓦朗特雷桥、圣巴泰勒米教堂等，三者均于十九世纪被列入法国国家文物保护单位，其中瓦朗特雷桥又被称为”卡奥尔桥“，常被认作是卡奥尔的城市标志，并于1998年作为圣雅各之路的一部分被列入世界文化遗产。

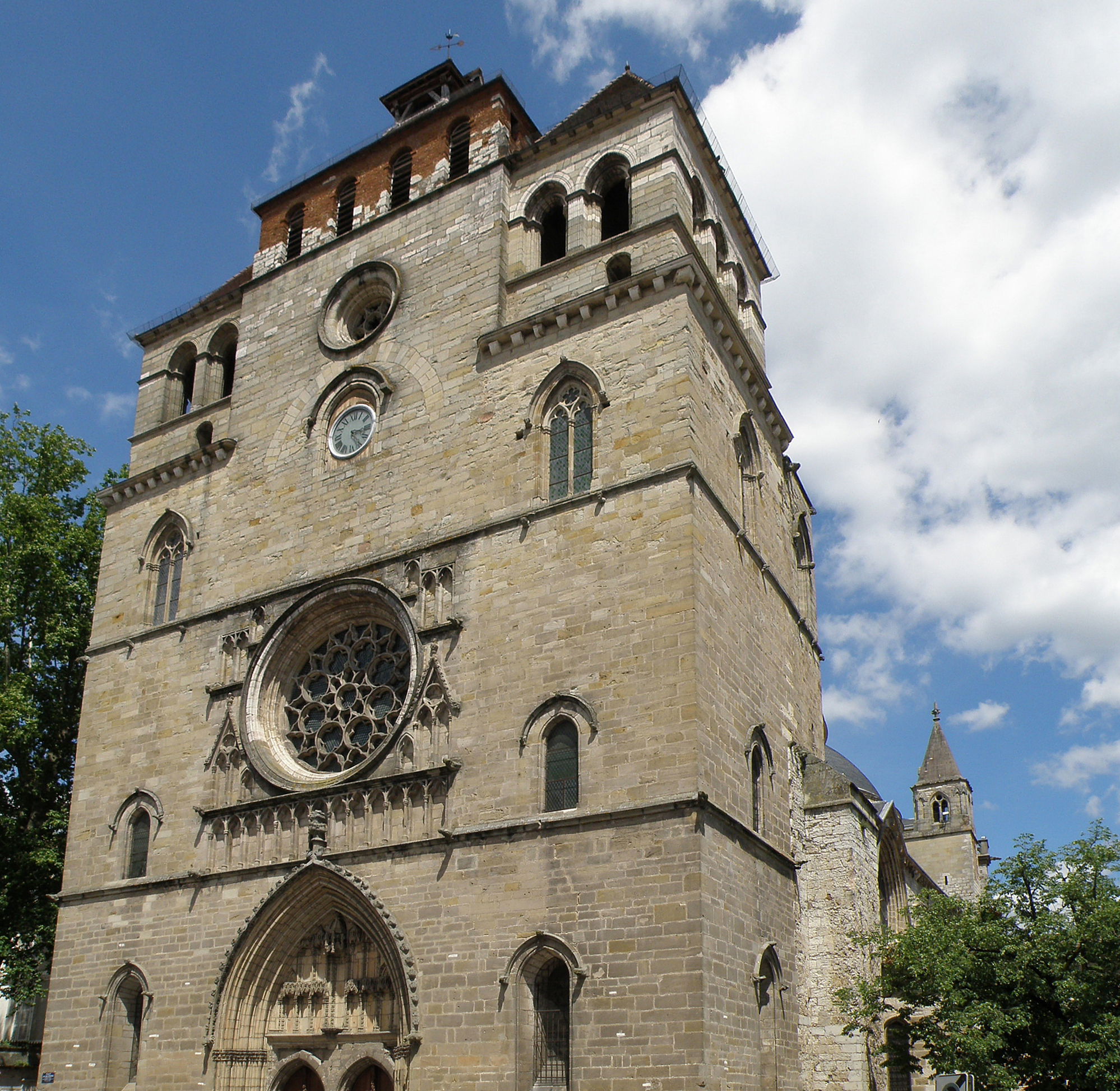
圣艾蒂安大教堂
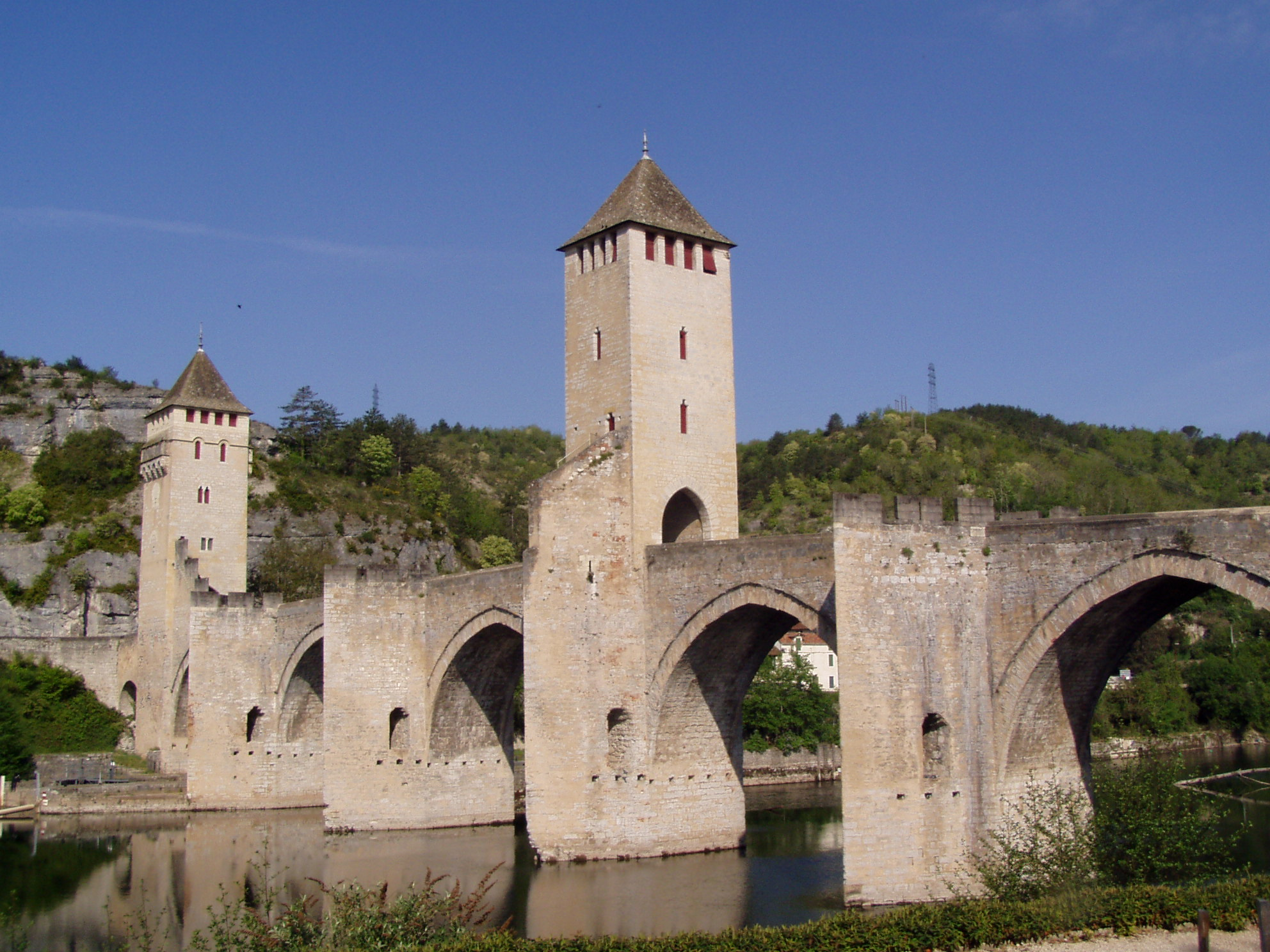
瓦朗特雷桥
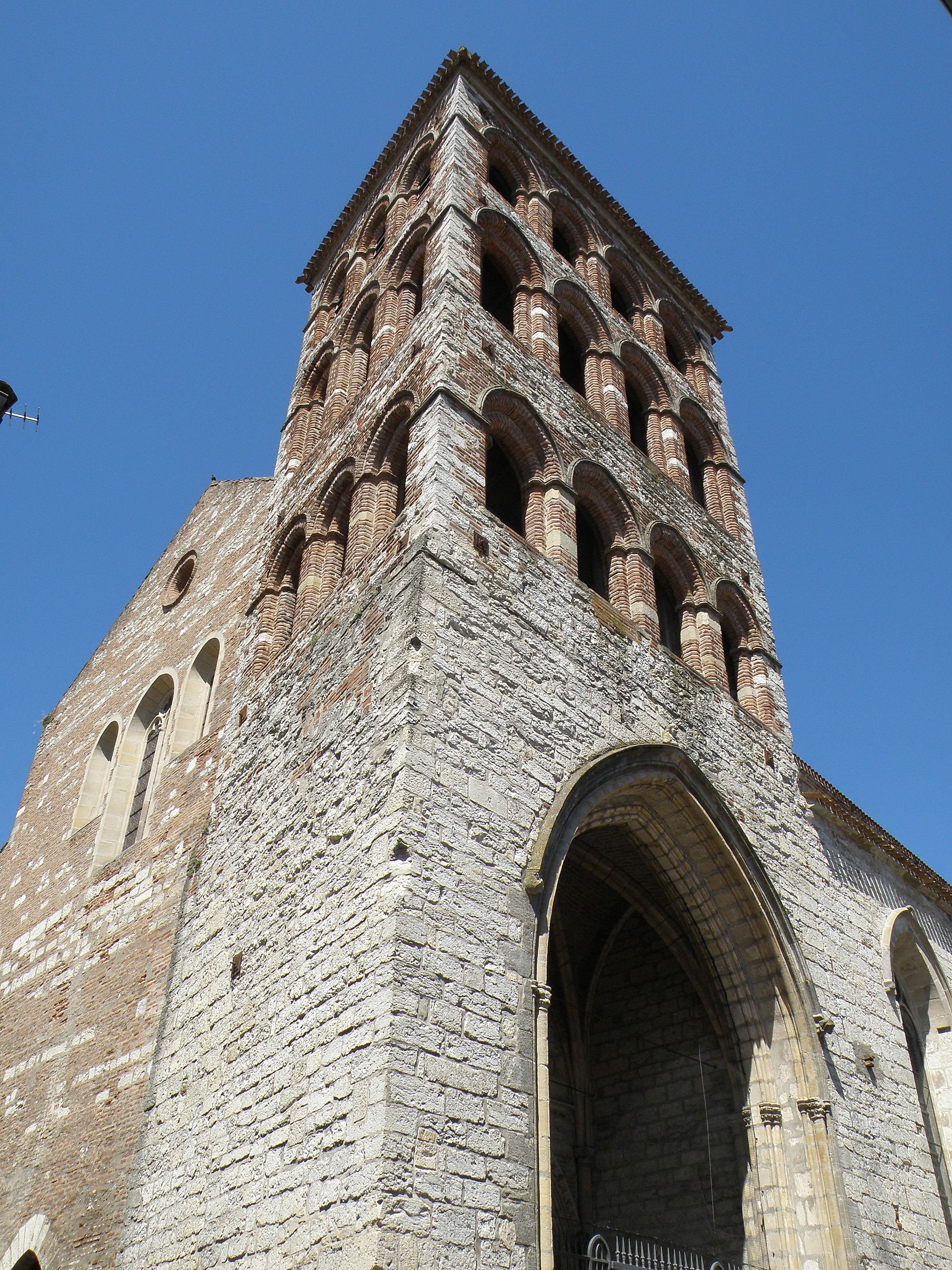
圣巴泰勒米教堂（法语：Église Saint-Barthélemy de Cahors）
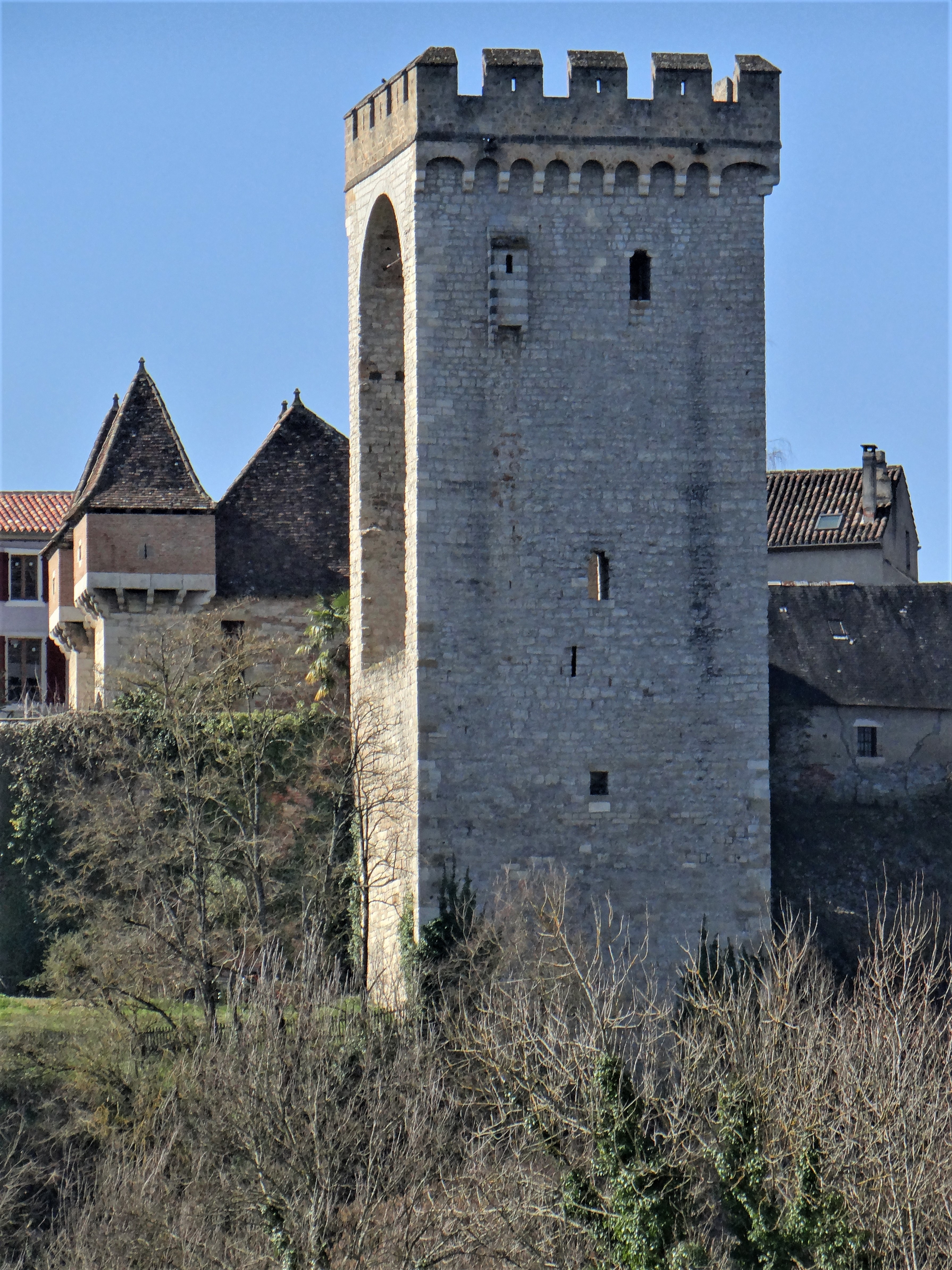
城墙碉楼
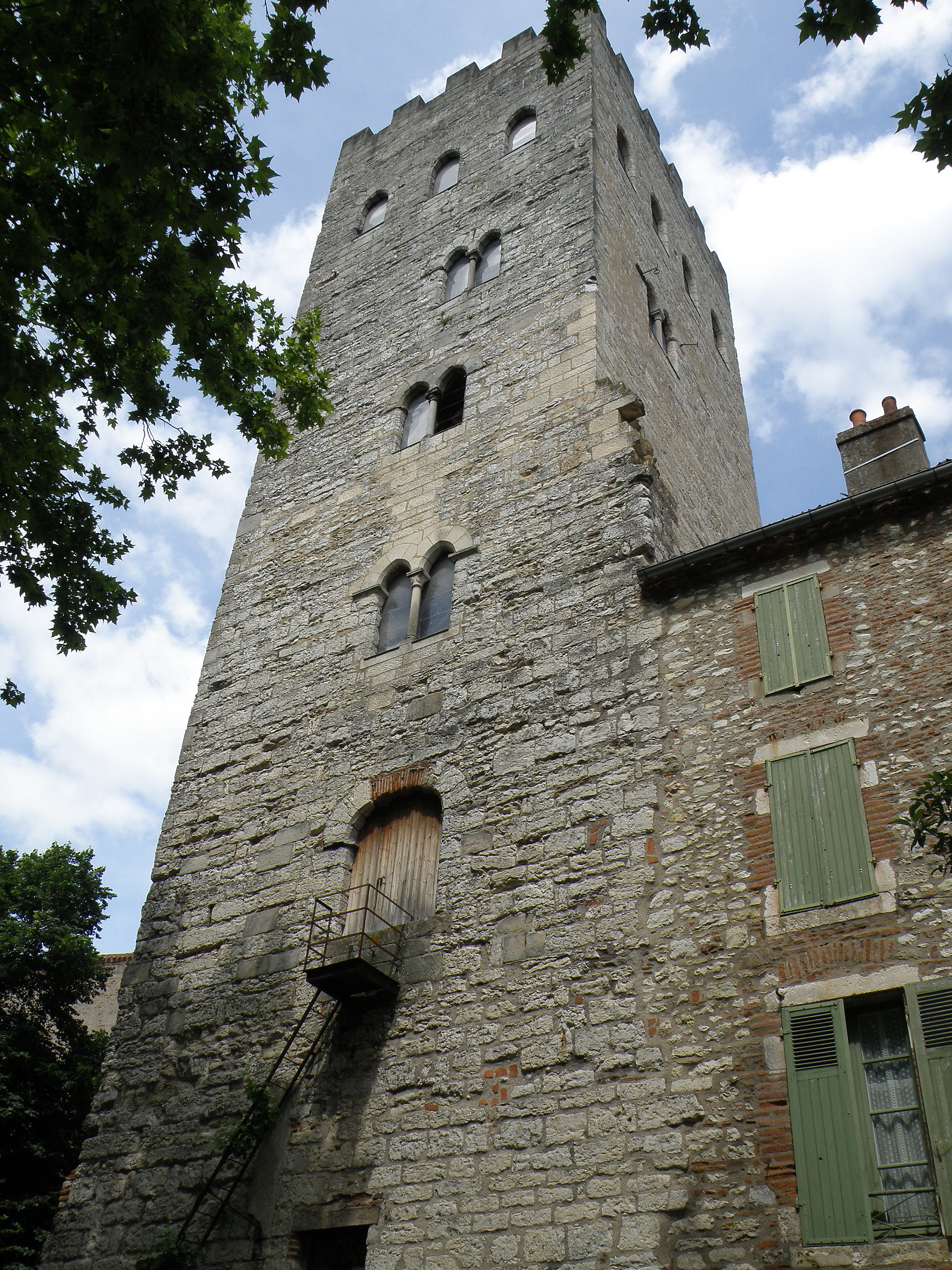
迪埃兹碉楼（法语：Palais Duèze）
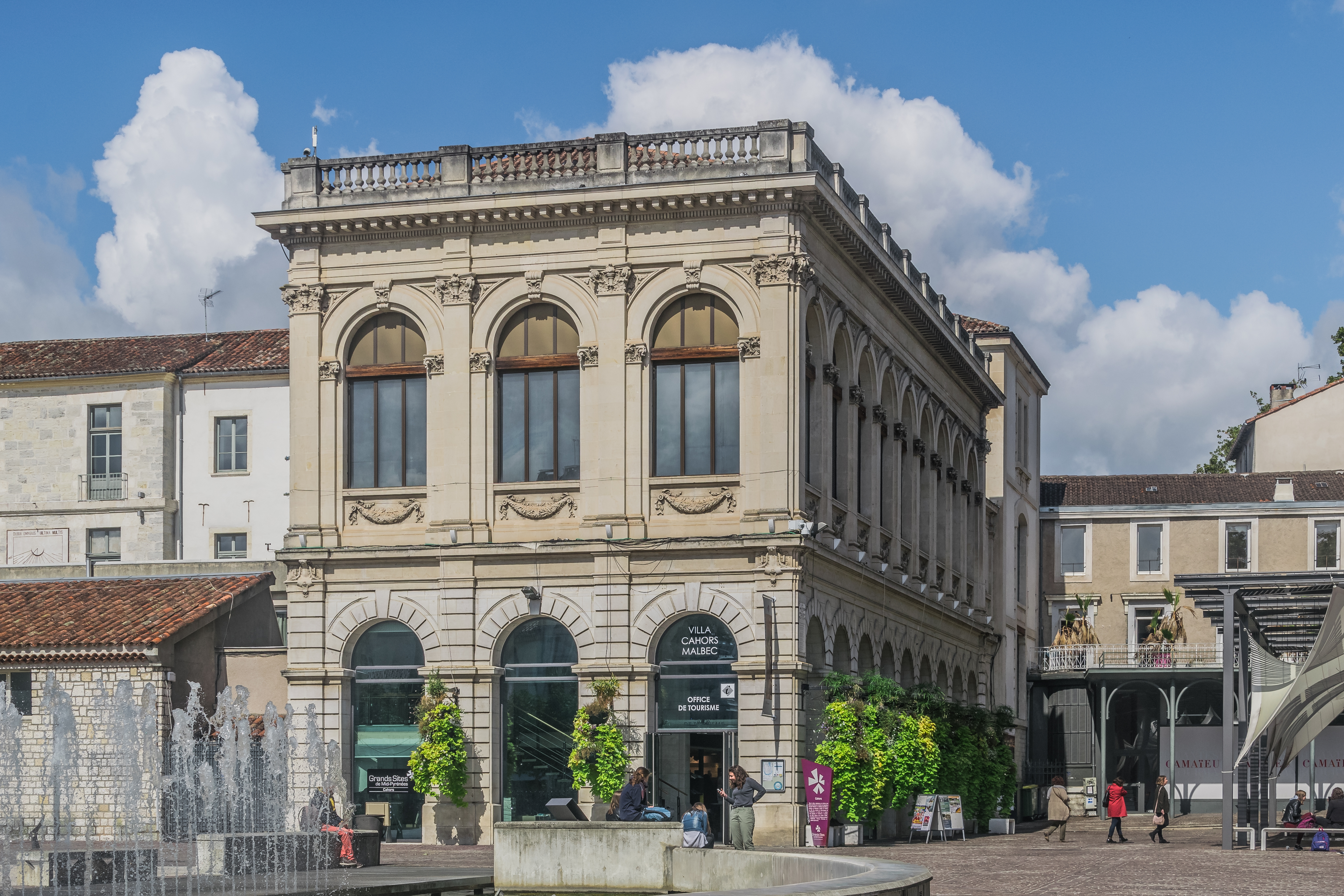
市政图书馆
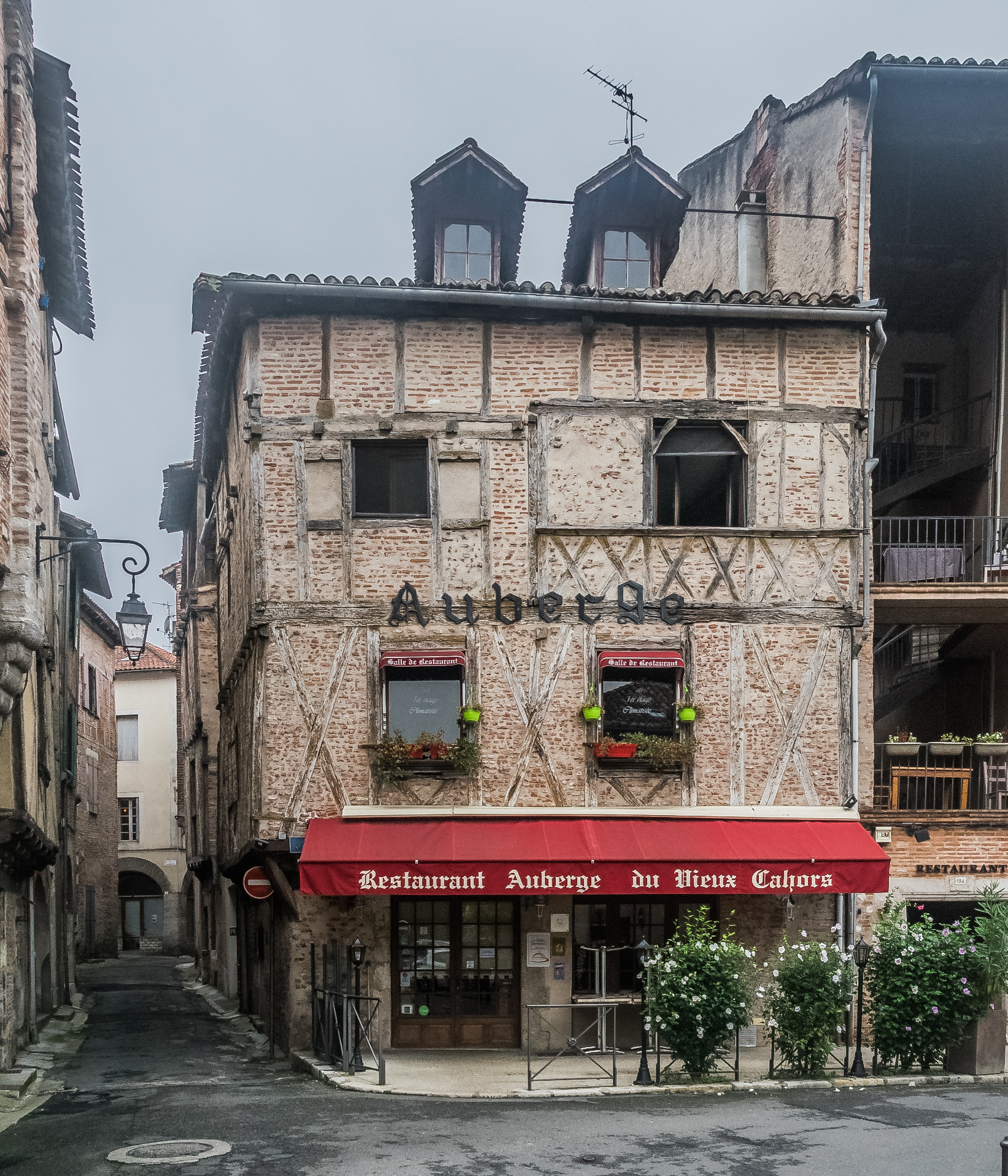
老城传统建筑

### 旅游
卡奥尔的旅游事务由其所属的公共社区负责，当地设有一处旅游咨询中心（Maison de Tourisme）。2021年，卡奥尔境内共有10家酒店共计410间房间；另有1个露营地，可容纳共113辆露营车。

### 活动
卡奥尔蓝调节创建于1982年，是一个以蓝调音乐为主题的活动，每年7月举办。除此之外，当地的博物馆也不定期举办一些活动。

### 媒体
法国主要的媒体均可在卡奥尔接收，法国电视三台下属的奥克西塔尼大区频道在部分时段播出卡奥尔所属区域的地方新闻。《南部追寻》是法国南部的重要地方性报刊媒体，总部位于图卢兹，在卡奥尔设有分支，负责整个洛特省的发行。

## 相关人物
法国政治家莱昂·甘必大出生于卡奥尔，当地多处街道及公共设施以其命名，法国首都巴黎亦有同名街区。

## 友好城市
截止2021年12月，卡奥尔暂未建立任何友好城市关系。